# Grądy (Sokołów)
Pour les articles homonymes, voir Grądy.
Grądy [ˈɡrɔndɨ] est un village polonais de la gmina de Sterdyń dans le powiat de Sokołów et dans la voïvodie de Mazovie, au centre-est de la Pologne.
Il est situé à environ 3 kilomètres au nord-ouest de Sterdyń, 20 kilomètres au nord de Sokołów Podlaski et à 95 kilomètres au nord-est de Varsovie.